# Γ-カロテン
γ-カロテン(gamma-Carotene)は、カロテノイドであり、植物における環状カロテノイド生合成の中間体である。リコペンシクラーゼεによるリコペンの環化によって生じる。いくつかの他のカロテノイドと同様に、草食動物や雑食動物にとってビタミンAのビタマーである。環状カロテノイドでは、β-イオノン環がβ-カロテン 15,15'-ジオキシゲナーゼの働きによって、レチノールとして知られるビタミンAに変換されるが、γ-カロテンからレチノールへの生物学的変換な仕組みはよく分かっていない。